# Lee Harvey Oswald
Lee Harvey Oswald (Slidell, Louisiana, 18. listopada 1939. – Dallas, Teksas, 24. studenoga 1963.) je navodni ubojica JFK-a.
Optužen je da izvršio atentat na predsjednika Sjedinjenih Država John F. Kennedya 1963. godine u Dallasu u saveznoj državi Teksas. Nakon navodno počinjenog zločina Oswald je uhićen 22. studenoga 1963. godine, ali je ubijen prije nego što je izveden pred sud. Lee Harvey Oswald rođen je u New Orleansu u američkoj saveznoj državi Louisiani, dva mjeseca nakon smrti svoga oca. Kao dijete Oswald je često zapadao u nevolje, jer je prema tvrdnji psihijatra bio emocionalno poremećena osoba. Oswald je izbačen iz škole i u dobi od 17 godina pridružio se Marinskom Korpusu Sjedinjenih Država. Nakon toga je prebjegao u SSSR gdje je zatražio državljanstvo ali je odbijen.
Godine 1962. vratio se u Sjedinjene Američke Države sa suprugom Marinom, rođenom sovjetskom državljankom i njihovom kćerkom. U lipnju 1962. Oswaldovi se sele u Fort Worth u Teksasu. U listopadu te godine Oswald se zapošljava u Teksaškom skladištu knjiga u Dallasu. Dana 22. studenoga 1963. godine snajperist sa šestog kata spomenute zgrade ispaljuje tri hica na kolonu automobila u kojoj je bio američki predsjednik Kennedy, pri tome smrtno ranivši Kennedyja i ozljedivši guvernera Texasa Johna B. Connallya. Sat vremena kasnije Oswald je uhićen u kino dvorani lokalnog kina. Oswald je također optužen da je ubio policajca J.D. Tippita, koji je ubijen vrlo kratko nakon Kennedyjeva umorstva. Dana 24. studenoga, kada ga je policija vodila iz gradskog zatvora u okružni zatvor Oswalda je, pred TV kamerama, smrtno ranio Jack Ruby i to usred gomile policajaca i novinara. Ruby, vlasnik noćnog kluba u Dallasu, tvrdio je kako je bio izbezumljen predsjednikovim ubojstvom.
Kako bi istražila Kennedyjevo ubojstvo osnovana je posebna komisija, predvođena predsjednikom Vrhovnog suda Earl Warrenom. Unatoč mnogobrojnim teorijama zavjere komisija je u svom zaključku 1964. godine ustvrdila da je Oswald djelovao sam. Godine 1979. povjerenstvo američkog Kongresa priznalo je da postoji mogućnost zavjere i izjavilo kako također postoji mogućnosti da je u ubojstvo umiješana još jedna osoba. O ovom atentatu napisano je dosta knjiga, novinskih članaka, a snimljene su i brojne dokumentarne serije. Međutim najveći uspjeh postigao je igrani film JFK (glavna uloga: Kevin Costner).